# 圣巴兰
圣巴兰（法語：Saint-Baraing，法語發音：[sɛ̃ baʁɛ̃]）是法国汝拉省的一个市镇，位于该省西部偏北，属于多勒区。

## 地理
圣巴兰（46°58'53"N, 5°25'51"E）面积6.28 平方千米，位于法国勃艮第-弗朗什-孔泰大區汝拉省，该省份为法国东部内陆省份，北起上索恩省，西北接科多尔省，西临索恩-卢瓦尔省，南至安省，东与杜省和瑞士接壤。
与圣巴兰接壤的市镇（或旧市镇、城区）包括：尚迪韦尔、加泰、巴莱索、绍桑、拉翁。

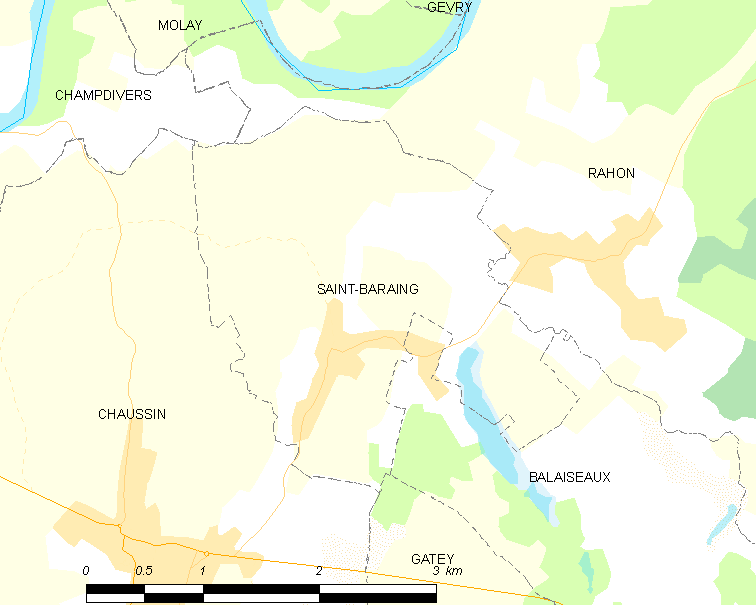
圣巴兰的OSM定位图

圣巴兰的时区为UTC+01:00、UTC+02:00（夏令时）。

## 行政
圣巴兰的邮政编码为39120，INSEE市镇编码为39477。

## 政治
圣巴兰所属的省级选区为塔沃县。

## 人口

1962-2008年间圣巴兰人口变化图示

圣巴兰于2022年1月1日时的人口数量为255人。